# Sörmjöle havsbad (östra delen)
Sörmjöle havsbad (östra delen) är en av SCB avgränsad och namnsatt småort i sydvästra delen av Umeå kommun. Småorten omfattar bebyggelse sydost om Sörmjöle, drygt två mil sydväst om Umeå.